# Scott Reynolds Nelson

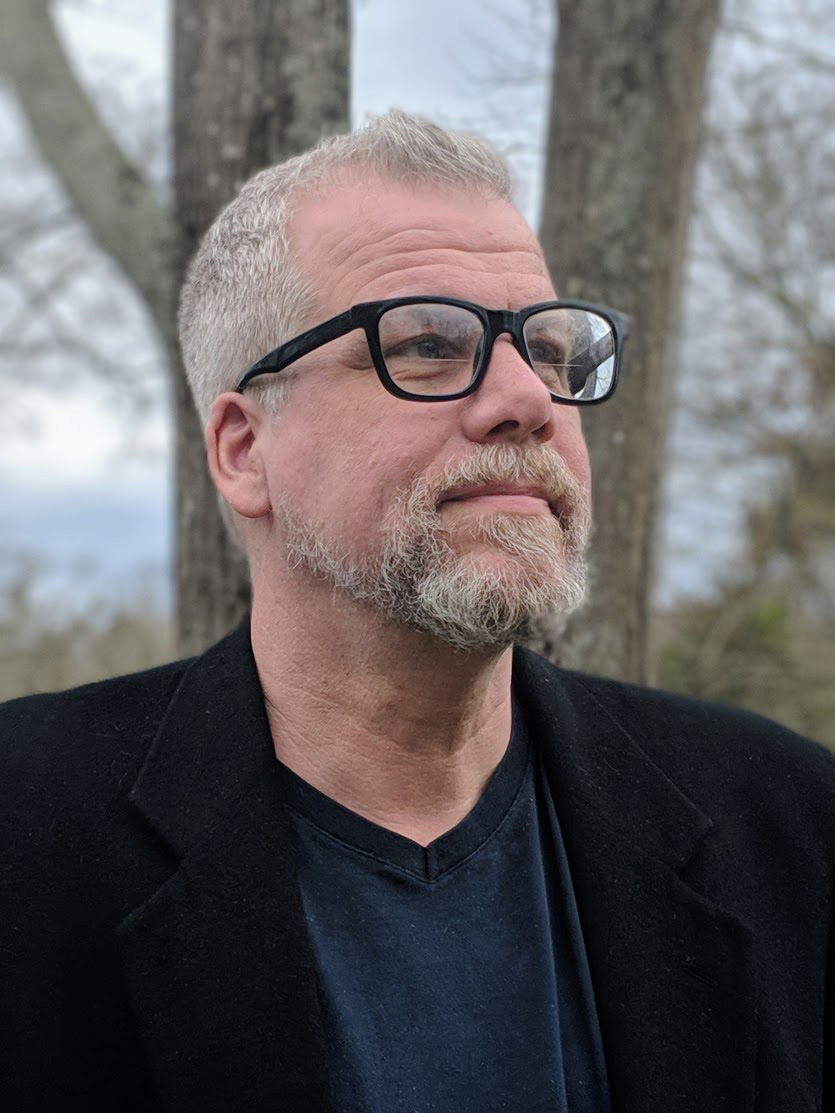
Scott Reynolds Nelson

Scott Reynolds Nelson ist ein US-amerikanischer Historiker. Sein Forschungsschwerpunkt liegt auf der Geschichte der Vereinigten Staaten des 19. Jahrhunderts.

## Leben
Nelson besuchte von 1981 bis 1982 das Rollins College. Anschließend studierte er an der University of North Carolina at Chapel Hill und erhielt dort 1987 einen Bachelor of Arts in Geschichte. Später erhielt er einen Master of Arts in Geschichte der Vereinigten Staaten und promovierte zum Ph.D.
Ab 1994 lehrte er am College of William & Mary, erst von 1994 bis 2001 als Assistant Professor für Geschichte, dann von 2001 bis 2007 als Associate Professor für Geschichte und schließlich von 2007 bis 2016 als Legum Professor of History. 2016 wechselte er an das Franklin College der University of Georgia, wo er seitdem als Athletic Association Professor in the Humanities lehrt.
Nelson gehörte von 1998 bis 2001 dem Editorial Board der Society for the History of the Gilded Age and Progressive Era an und war von 2003 bis 2011 Associate Editor der Fachzeitschrift Journal of the Gilded Age and Progressive Era. Des Weiteren war er von 2007 bis 2011 Mitglied im Editorial Board des Virginia Magazine of History & Biography und ist seit 2007 Mitglied im Editorial Board von Labor: Studies of Working Class History of the Americas. Von 2012 bis 2013 war er Präsident der Southern Labor Studies Association.
Sein Buch Steel Drivin’ Man: John Henry, the Untold Story of an American Legend erhielt 2007 den Merle Curti Award der Organization of American Historians, sowie den Anisfield-Wolf Book Award.
Nelson ist seit 1985 mit der Historikerin Cindy Hahamovitch verheiratet. Beide hatten sich am Rollins College kennengelernt. Aus der Ehe gingen zwei Kinder, ein Sohn und eine Tochter hervor.

## Veröffentlichungen (Auswahl)
- Iron Confederacies: Southern Railways, Klan Violence, and Reconstruction (1999, University of North Carolina Press)
- Steel Drivin’ Man: John Henry, the Untold Story of an American Legend (2006, Oxford University Press)
- mit Marc Aronson: Ain’t Nothing But A Man (2007, National Geographic Children’s Books)
- mit Carol Sheriff: A People at War: Civilians and Soldiers in America’s Civil War (2007, Oxford University Press)
- A Nation of Deadbeats: An Uncommon History of America’s Financial Disasters (2012, Knopf)
- mit Carol Sheriff (Hrsg.): The American Civil War at Home (2013, Virginia Sesquicentennial of the American Civil War Commission)